# Panker
Panker er en by og kommune i det nordlige Tyskland, beliggende i Amt Lütjenburg i den nordøstlige del af Kreis Plön. Kreis Plön ligger i den østlige/centrale del af delstaten Slesvig-Holsten.

## Geografi
I kommunen ligger landsbyerne Darry, Gadendorf, Matzwitz, Satjendorf og Todendorf samt herregården Panker. 1½ km sydvest for Panker ligger det 128 meter høje Pilsberg med udsigtstårnet Hessenstein fra det 19. århundrede. Området er en del af landskabet Holsteinische Schweiz.
Mod nord ved Todendorf og Østersøen ligger et militært øvelsesområde.